# Kopeka River
Der Kopeka River ist ein Fluss auf Stewart Island, der drittgrößten Insel Neuseelands. Seine Quellflüsse liegen auf der östlichen Seite der Tin Range, unter anderem unterhalb des zweithöchsten Berges der Insel, dem 750 m hohen Mount Allen. Von dort fließt der Fluss in südöstliche Richtung und nimmt mehrere Creeks auf, bevor er in den Pazifik mündet. Vor der Mündung liegt die kleine Insel Kopeka Island.